# (484) Pittsburghia
(484) Pittsburghia es un asteroide perteneciente al cinturón de asteroides descubierto el 29 de abril de 1902 por Maximilian Franz Wolf desde el observatorio de Heidelberg-Königstuhl, Alemania.
Está nombrado por la ciudad estadounidense de Pittsburgh.